# Belles-Forêts
Belles-Forêts là một xã trong vùng Grand Est, thuộc tỉnh Moselle, quận Sarrebourg, tổng Fénétrange. Tọa độ địa lý của xã là 48° 48' vĩ độ bắc, 06° 53' kinh độ đông. Belles-Forêts nằm trên độ cao trung bình là 230 mét trên mực nước biển, có điểm thấp nhất là 215 mét và điểm cao nhất là 290 mét. Xã có diện tích 26,57 km², dân số vào thời điểm 1999 là 238 người; mật độ dân số là 8 người/km². Xã nằm khoảng 14 km về phía tây-bắc của Sarrebourg.

## Thông tin nhân khẩu
| 1962 | 1968 | 1975 | 1982 | 1990 | 1999 |
| ---- | ---- | ---- | ---- | ---- | ---- |
| 274  | 280  | 231  | 227  | 242  | 238  |